# Diga di Okawa (Fukushima)
La diga di Okawa (大川ダム?, Okawa damu) è una diga sul fiume Agano, nella prefettura di Fukushima, in Giappone.